# Nukleoid
Nukleoid (znači jezgrolik) je nepravilno oblikovano područje unutar prokariotske stanice u kojem se nalazi genetski materijal i koje nije obavijeno jezgrinom ovojnicom. Genom prokariotskih organizama uglavnom je kružna odnosno prstenasta molekula DNA.
U središnjem dijelu citoplazme, nukleoidu, nalazi se genska uputa u prstenastoj DNA. Po ulozi, nukleoid ulogom odgovara jezgri ali nema ovojnicu.
Duljina genoma obično široko varira, no najčešće se sastoji od barem nekoliko milijuna parova baza. Zaliha genoma u nukleoidu može se usporediti s onom u eukariotskoj stanici, gdje je genom upakiran u kromatin i zatvoren unutar jezgre. U nukleoidu se nalazi genofor, prokariotski ekvivalent kromosoma.